# Sächenfartmühle

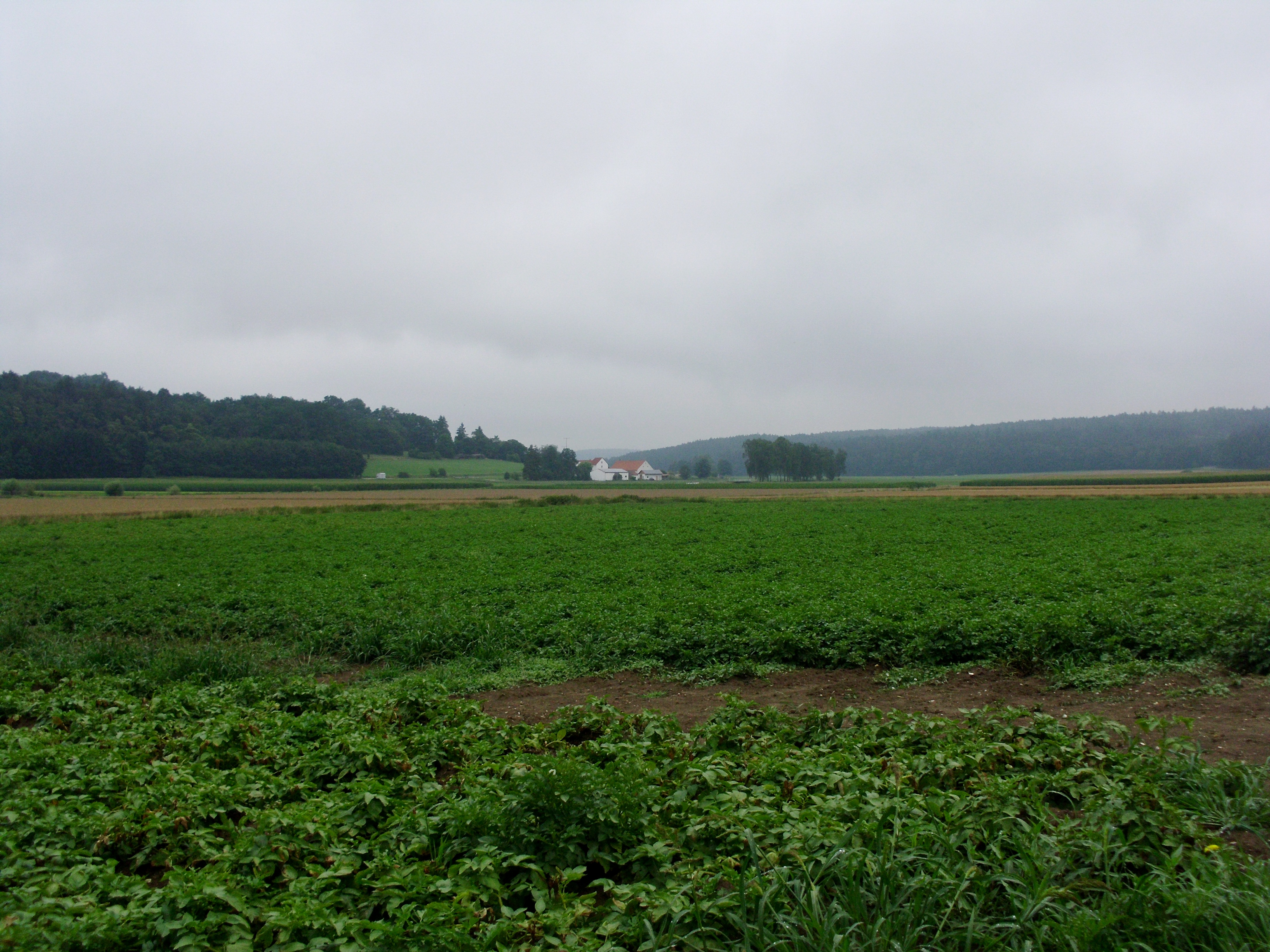
Die Sächenfartmühle im Schuttertal

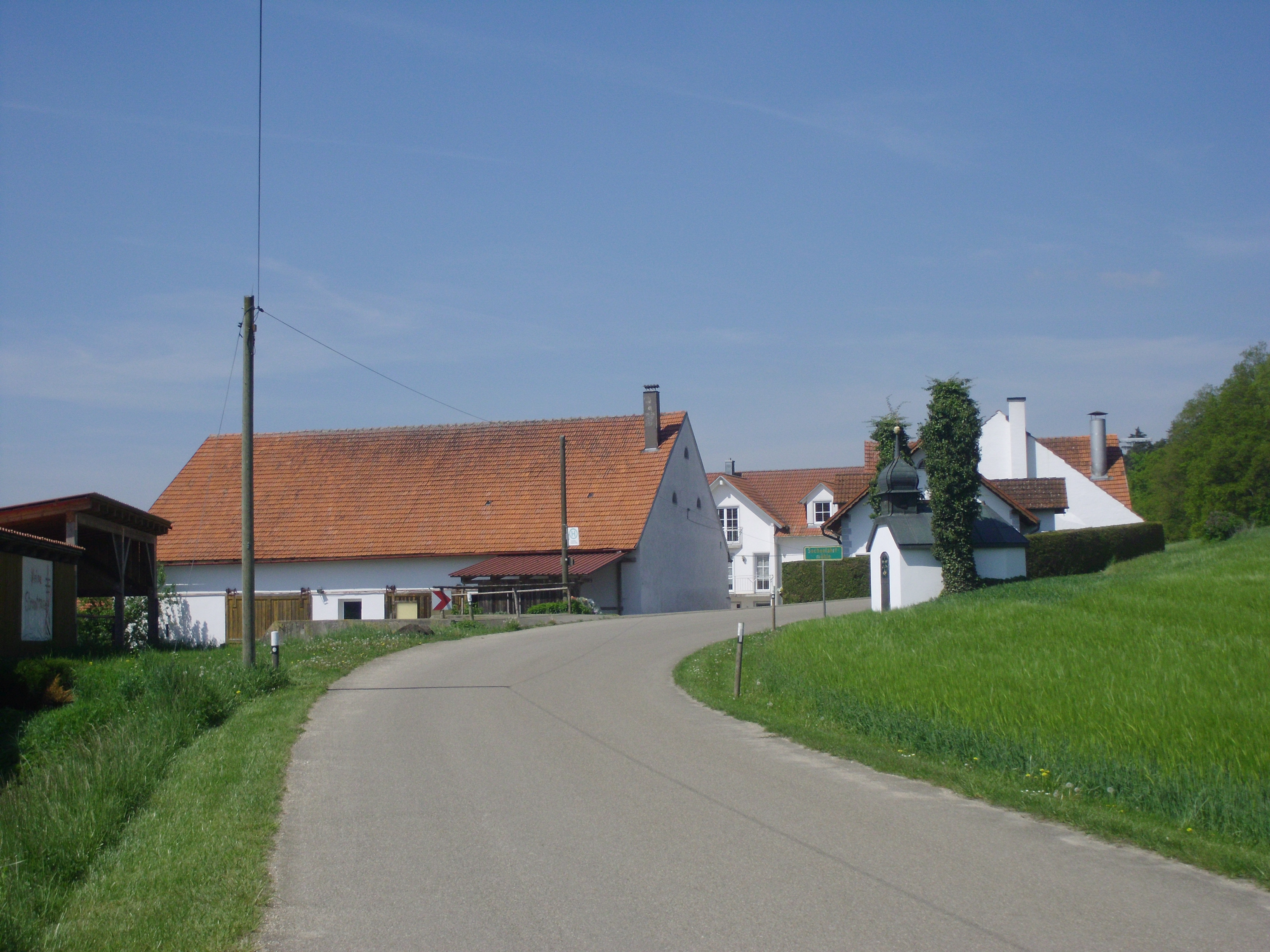
Das Mühlenanwesen mit Kapelle

Die Sächenfartmühle (auch: Sächenfahrtmühle, Sechenfahrtmühle, früher auch Sechenfurter Mühle) ist eine Einöde und ein Gemeindeteil von Nassenfels im Landkreis Eichstätt im Naturpark Altmühltal. Das Anwesen gehört mit Zell an der Speck zur Gemarkung Meilenhofen.

## Lage
Die Mühle liegt im Schuttertal circa 1,3 Kilometer südwestlich von Meilenhofen direkt an der Schutter. In Meilenhofen zweigt von der Pfarrgasse die Sechenfahrter Straße ab, die zur Mühle und weiter zur südlich der Mühle verlaufenden Neuburger Kreisstraße ND2 führt. An der Mühle führt der Schuttertalradweg vorbei.

## Ortsnamendeutung
Der heutige Mühlenname wird gedeutet als „Schilf/Sumpfgras zur Fahrt/Durchfahrt [durch die Schutter]“. Im 19. Jahrhundert lautet der Ortsname auch auf „Segenfahrtmühle“; in diesem Falle bedeutet der Name wohl „Mühle auf dem Weg zur Wallfahrtskirche (von Bergen)“.

## Geschichte
Die Mühle ist erstmals 1309 als „Schönfurter Mühle“ in der Urkunde über einen Vergleich der Sophie von Hirschberg, Witwe des 1305 verstorbenen letzten Hirschberger Grafen Gebhard VII., sowie ihres Vaters, des Grafen Ludwig von Oettingen, mit dem Eichstätter Bischof Philipp genannt; sie verzichteten auf ihre Ansprüche an dieser Mühle zugunsten der Eichstätter Kirche. Die Mühle gehörte mit Zell an der Speck bis zur Säkularisation und damit bis zur Auflösung des Hochstifts Eichstätt 1802 zur Landvogtei mit Sitz auf der Willibaldsburg Eichstätt. 1802 heißt es in einem Lexikon, dass „Sechsenfurt“ eine Eichstättische Einödmühle mit Stadel und zwei Ställen ist und zwischen dem Pfarrdorf Meilenhofen und der pfalz-neuburgischen „Bauchenwerkermühle“ liegt.
Nach kurzer toscanischer Herrschaft (1802 bis 1806) wurde die Mühle mit Zell bayerisch und unterstand dem Landgericht und Rentamt Eichstätt. 1818 wurden Zell, Meilenhofen und die Sechenfahrtmühle dem Steuerdistrikt Nassenfels einverleibt. Unter der Herrschaft des Herzogs von Leuchtenberg, des Stiefsohnes Napoleons und Schwiegersohns des bayerischen Königs, Fürst von Eichstätt Eugène de Beauharnais, wurde Zell mit der Sechenfahrtmühle und mit Meilenhofen 1818 zu einer Gemeinde zusammengeschlossen. Zu dieser Zeit bewohnte eine Familie mit neun Personen das Mühlenanwesen.
Als 1833 das Fürstentum Eichstätt wieder an Bayern zurückfiel, kam die Gemeinde Meilenhofen wieder an Bayern. 1838 wurde sie vom Regenkreis in den Rezatkreis eingegliedert und mit diesem mittelfränkisch. 1846 heißt es in einem Handbuch über Mittelfranken, dass die Mühle „Segenfahrt“ von einer Familie mit sechs „Seelen“ bewohnt ist; Im Topographisch-statistischen Handbuch des Königreichs Bayern von 1867 wird erwähnt, dass die Mühle zur katholischen Pfarrei Meilenhofen gehört und aus zwei Gebäuden besteht.
Die politische Gemeinde Meilenhofen schloss sich anlässlich der Gebietsreform am 1. April 1971 dem Markt Nassenfels an. Am 1. Juli 1972 wechselte der vergrößerte Landkreis Eichstätt und in ihm die Sächenfartmühle nach Oberbayern.